# WNC王座
WNC王座（ダブリュー・エヌ・シーおうざ）は、WNCが管理、認定していた王座。

## 歴史
2012年9月28日、デイブ・フィンレーからチャンピオンベルトが贈られることが明らかになったのを受けて創設。
初代王座決定トーナメントはTAJIRI、AKIRA、大原はじめ、スターバック、カリート、トミー・ドリーマー、児玉ユースケ、アダム・エンジェルの8人が参加し、10月26日後楽園ホール大会より開始。12月27日の後楽園大会で決勝が行われ、AKIRAが初代王座獲得。
このタイトルには女子の挑戦も認められていた。
2014年6月26日、WNCが解散後も王座を保持しているベルナルド・ヴァンダムが引き続き海外で防衛戦を行っていた。
2017年11月、元常連外国人選手のスターバックが王座を奪取。12月26日、スターバックが王座を元所属選手の篠瀬三十七に寄与して管理団体がASUKA PROJECTに移った。

## 歴代王者
| 歴代  | 選手                   | 戴冠回数 | 防衛回数 | 獲得日付       | 獲得場所 （対戦相手・その他）            |
| ----- | ---------------------- | -------- | -------- | -------------- | ---------------------------------------- |
| 初代  | AKIRA                  | 1        | 1        | 2012年12月27日 | 後楽園ホール TAJIRI                      |
| 第2代 | 西村修                 | 1        | 0        | 2013年4月25日  | 後楽園ホール                             |
| 第3代 | TAJIRI                 | 1        | 5        | 2013年8月8日   | 熊本流通情報会館                         |
| 第4代 | スターバック           | 1        | 0        | 2014年2月27日  | 新宿FACE                                 |
| 第5代 | ベルナルド・ヴァンダム | 1        | 不明     | 2014年3月9日   | フィンランド                             |
| 第6代 | スターバック           | 2        | 不明     | 2017年11月     | フィンランド 2017年12月返上              |
| 第7代 | 木藤裕次               | 1        | 1        | 2018年3月24日  | 新木場1stRING 佐山駿介 2019年3月18日封印 |